# 阿容河畔马莱尔布
阿容河畔马莱尔布（法語：Malherbe-sur-Ajon，法語發音：[malɛʁb syʁ aʒɔ̃]）是法国卡尔瓦多斯省的一个市镇，属于维尔区。该市镇于2016年由原市镇阿容河畔巴讷维尔和圣阿尼昂-勒马莱尔布合并而成。

## 地理
阿容河畔马莱尔布（49°3'49"N, 0°34'7"W）面积11.77 平方千米，位于法国诺曼底大区卡爾瓦多斯省，该省份为法国西北部沿海省份，北濒大西洋英吉利海峡，东北与滨海塞纳省以海上边界相接，东临厄尔省，南至奧恩省，西与芒什省接壤。
与阿容河畔马莱尔布接壤的市镇（或旧市镇、城区）包括：阿容河畔朗德、阿容河畔迈松塞勒、勒梅尼勒欧格兰、瓦科涅-讷伊、莱蒙多奈、库尔沃东。
阿容河畔马莱尔布的时区为UTC+01:00、UTC+02:00（夏令时）。

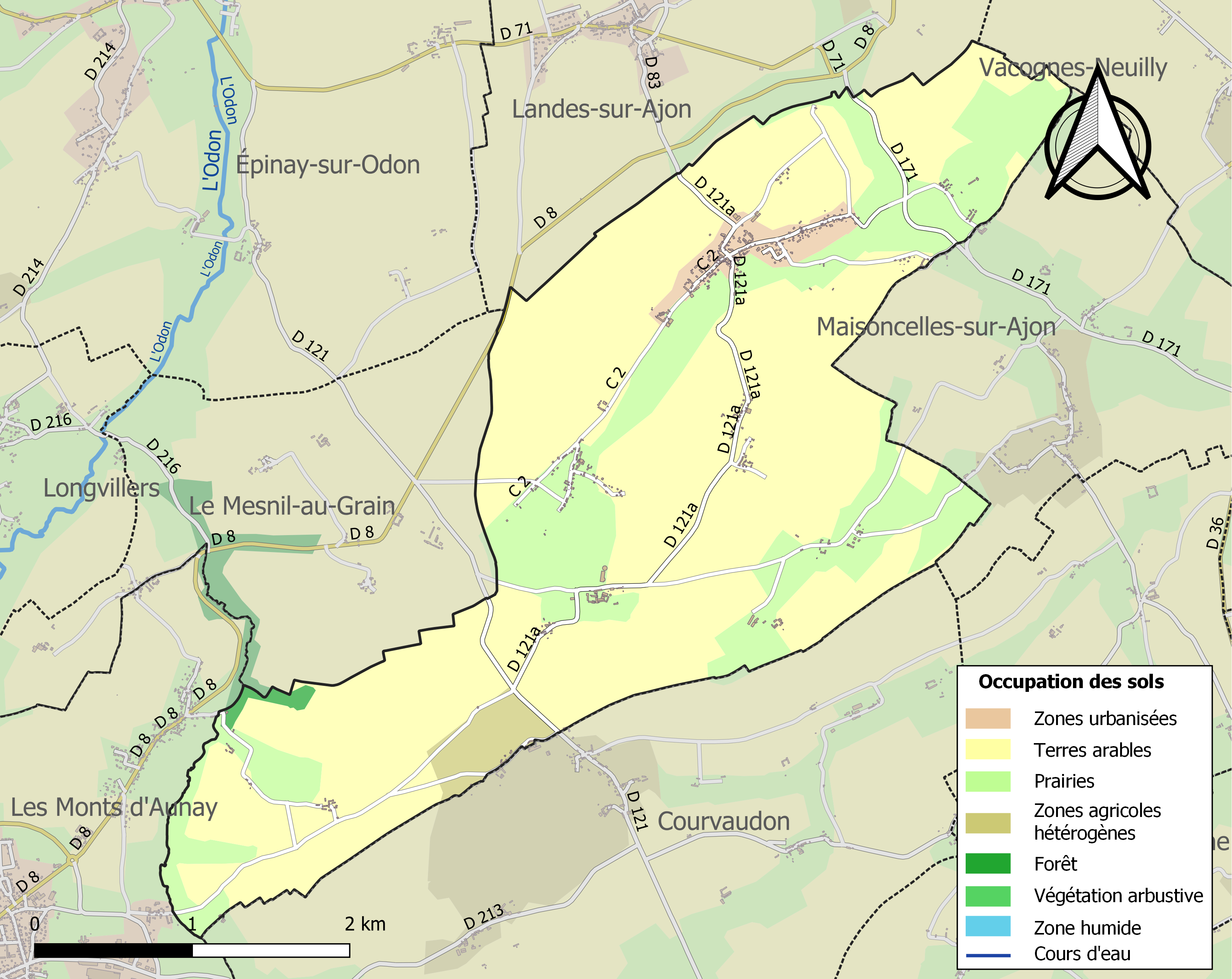
阿容河畔马莱尔布的OSM定位图

## 行政
阿容河畔马莱尔布的邮政编码为14260，INSEE市镇编码为14037。

## 政治
阿容河畔马莱尔布所属的省级选区为莱蒙多奈县。

## 人口
阿容河畔马莱尔布于2022年1月1日时的人口数量为573人。